# Connor Glennon
Connor Glennon (* 2. Februar 1993 in Loughborough) ist ein ehemaliger britischer Tennisspieler aus England.

## Karriere
Connor Glennon spielte kaum auf der Junior Tour und kam beim Challenger in Loughborough 2011 zu seinem ersten Profiturnier, wo er in der Qualifikation scheiterte.
2011 begann er ein Studium an der University of Memphis im Fach Interdisciplinary Studies. Dort spielte er auch College Tennis. In Memphis spielte er 2013 und 2014 in der Qualifikation. 2017 bekam er für das Hauptfeld des Turniers eine Wildcard, wo er mit seinem College-Partner Cedric De Zutter gegen die Paarung Ryan Harrison/Steve Johnson glatt verlor. In der Weltrangliste konnte der Brite nur im Doppel in die Top 1000 einziehen – im Juni 2012, nachdem er in Loughborough das Challenger-Halbfinale erreichte. Das Turnier in Memphis wurde zum letzten seiner Karriere.